# إسبلكنونية
السبلكنونية (الاسم العلمي: Splachnaceae) هي فصيلة من النباتات تتبع رتبة السبلكنونيات من طائفة الحزازيات الحقيقية.

## التصنيف
- السبلكنون